# Papaver occidentale
Papaver occidentale är en vallmoväxtart som först beskrevs av Markgraf, och fick sitt nu gällande namn av H. Hess, Landolt och Hirzel. Papaver occidentale ingår i släktet vallmor, och familjen vallmoväxter. Inga underarter finns listade i Catalogue of Life.